# Euryproctus curvator
Euryproctus curvator är en stekelart som beskrevs av Davis 1897. Euryproctus curvator ingår i släktet Euryproctus och familjen brokparasitsteklar. Inga underarter finns listade i Catalogue of Life.